# Грб Молдавије
Грб Молдавије је званични хералдички симбол Републике Молдавије. Грб представља комбинацију историјског грба некадашње Кнежевине Молдавије и савременог грба Румуније. А састоји се из орла који држи крст у кљуну, а скиптар и гранчицу у канџама. Орао на грудима носи штит са дивљим говедом, традиционалним симболом Молдавије. Такође се појављује на средишту заставе Молдавије.
Молдавски грб је сличан грбу Румуније, што се да објаснити великом повезаношћу двеју земаља.

## Галерија
- Печат Петра И Мушата 1387
- Грб са печатом Стефана III Молдавског 1500
- Грб 1561
- Грб 1586
- Грб 1643
- Грб 1806–1807
- Грб 1849
- Грб Бесарабијске губерније 1873-1917
- Грб Молдавске Демократске Републике 1917-1918
- Грб Румуније